# Rock in Rio Blues
A Rock in Rio Blues a brit Queen rockegyüttes dala.  Az 1985-ös Rio de Janeiro-i Rock in Rio koncerten keletkezett: bár az együttes ritkán improvizált a koncerteken, ez az egyik kivétel, ahol a hangszeres kíséretet helyben improvizálták, a szöveget pedig Freddie Mercury találta ki. Szerkezetét tekintve nagyrészt vokális próbálkozásokból áll, alig mintegy négy soros szövege van. A koncert felvétele később megjelent az 1995-ös A Winter’s Tale, majd az 1996-os Too Much Love Will Kill You kislemez B-oldalán, ezen a két hanghordozón kívül nem került fel más hivatalos Queen lemezre. A két kislemezre csekély eltéréssel vágták meg a dalt: az előbbi rögtön a közönség hangjával indul a felvétel, csak a végén alkalmaztak leúsztatást, az utóbbi esetben az elején és a végén is be- illetve leúsztatták a hangot. A dalt a The Works turné során rendszeresen előadták.

## Közreműködők
- Freddie Mercury: ének, vokál
- Brian May: elektromos gitár
- John Deacon: basszusgitár
- Roger Taylor: dob

## Külső hivatkozások
- Dalszöveg